# Val Müstair

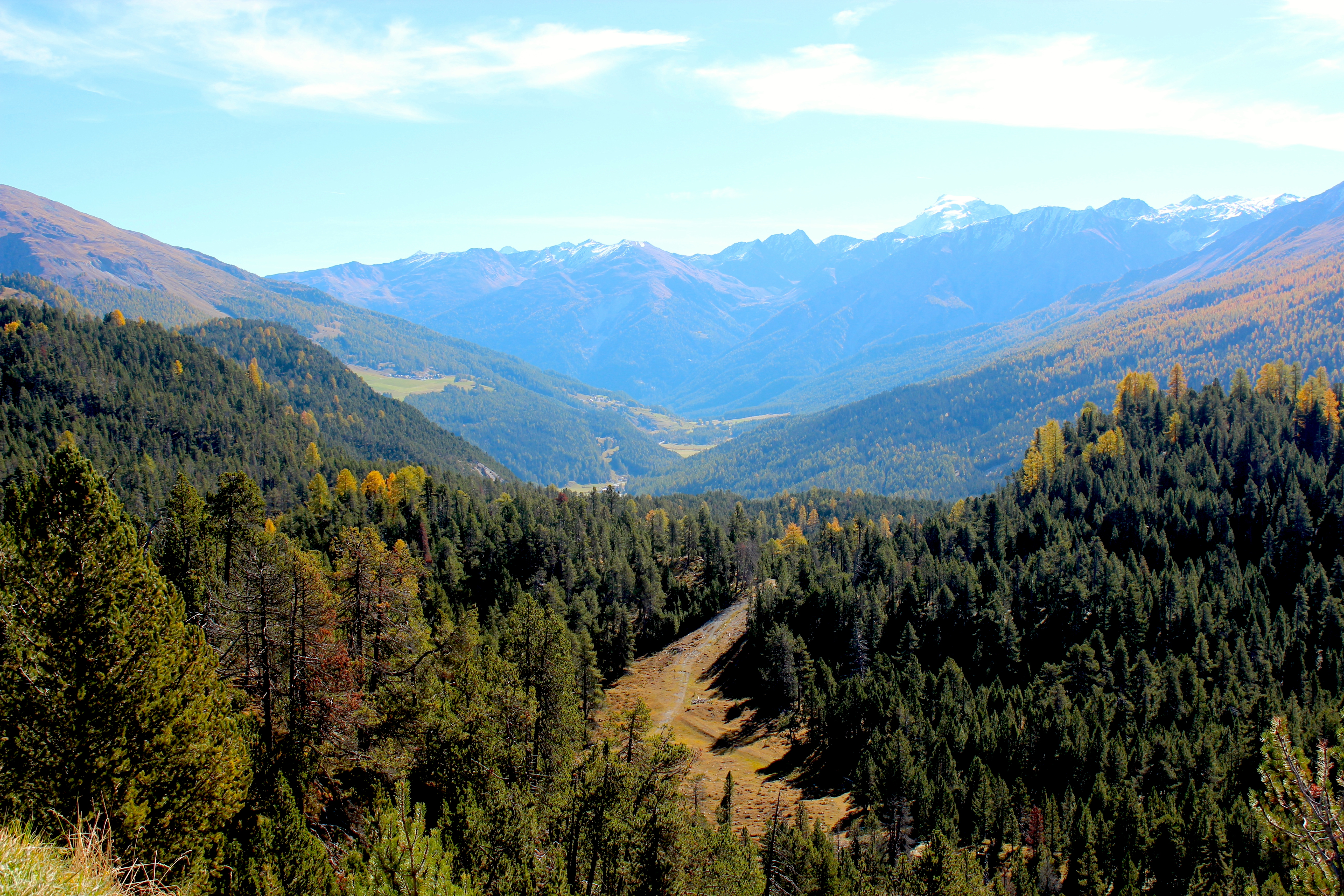
Údolí v okolí průmyku Ofen

Val Müstair (německy Münstertal, italsky Val Monastero) je horské údolí, nacházející se v nejvýchodnější části Švýcarska, v kantonu Graubünden a vedoucí až do italského Jižního Tyrolska. Odděluje Sesvennu na severu od Ortlerských Alp na jihu.
Ze západu nebo ze švýcarské strany se do údolí Val Müstair lze dostat přes Engadin a průsmyk Ofenpass, z východu nebo z italské strany přes Vinschgau. Z vesnice Santa Maria Val Müstair vede průsmyk Umbrailpass do údolí Valtellina.

## Geografie
Údolí Val Müstair je dlouhé asi 25 kilometrů a táhne se od průsmyku Ofenpass na západě až po Vinschgau na východě. Údolí je obklopeno horami Piz Daint, Piz Turettas, Piz Lad, Piz Chavalatsch na jihu a Piz Terza na severu. Na vrcholu Piz Chavalatsch se nachází nejvýchodnější bod Švýcarska.
Topograficky lze Val Müstair rozdělit na tři údolní úrovně. Na nejvyšší úrovni leží obce Tschierv a Fuldera, ve střední části Valchava a Santa Maria Val Müstair a v dolní Müstair a – v italském Jižním Tyrolsku – Taufers im Münstertal. Italsko-švýcarskou státní hranici tvoří také rétorománsko-německá jazyková hranice. Úzké místo před vstupem do údolí Etschtal se nazývá Calven, známé díky bitvě u Calvenu.
Údolím protéká potok Rambach (rétorománsky Il Rom) a u Glurnu se vlévá do Adiže.
Val Müstair, přístupný v jihotyrolské části po silnici SS 41, je spojen s Engadinem hlavní silnicí 28 přes průsmyk Ofenpass. Z Zernezu jezdí od roku 1927 poštovní autobus. Od 5. května 2005 je linka prodloužena do italské obce Mals. Na začátku minulého století se dokonce plánovalo železniční spojení s projektem Ofenbergbahn. Po znovuotevření dráhy ve Vinschgau se znovu uvažuje o možnosti spojení ze Scuolu tunelem do Müstairu a dále do Malsu.

## Kultura, historie

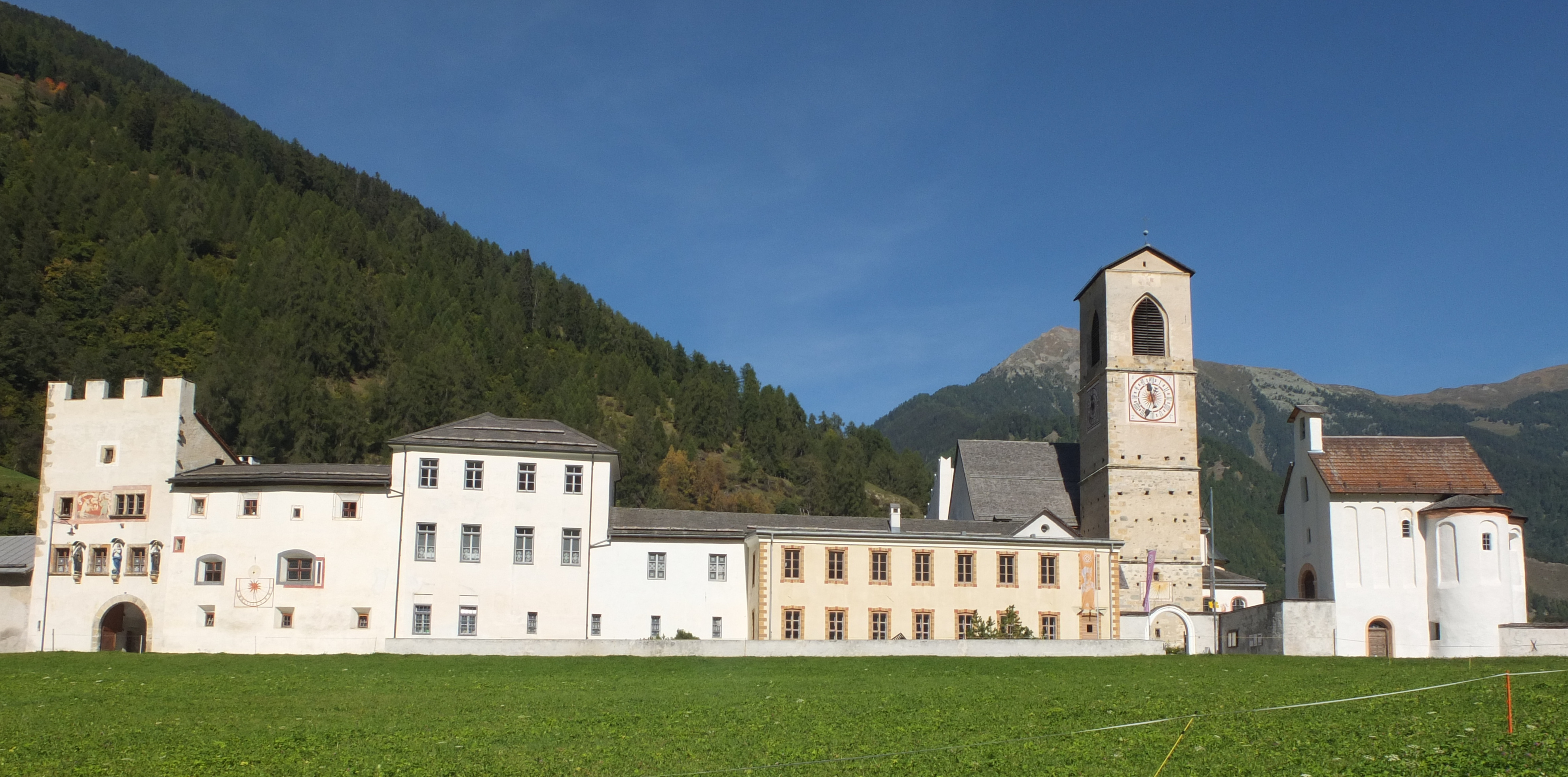
Klášter svatého Jana v Müstairu

Dne 22. května 1499 se u Münstertalu odehrála bitva u Calven, jedna z nejkrvavějších bitev na konci středověku, v níž obyvatelé Graubündenu nakonec zabránili pokusům Habsburků pod vedením císaře Maxmiliána I. o připojení Graubündenu.
Val Müstair je jediné jižní údolí Graubündenu, kde se mluví rétorománsky. Údolní dialekt jauer je poddruhem dialektu vallader (dolnoengadinské rétorománštiny). V letech 2008 až 2012 byla ve školách a na úřadech upřednostňována Rumantsch Grischun jako spisovný jazyk. Od té doby je v graubündenské části údolí opět spisovným a úředním jazykem vallader, ačkoli Spolkový nejvyšší soud rozhodl, že děti zapsané do školy s Rumantsch Grischun musí být nadále vyučovány v tomto „dialektu“. Naproti tomu v obci Taufers v jihotyrolské části údolí je němčina rodným jazykem pro přibližně 98 % obyvatel.
Zatímco obce na horních dvou úrovních údolí jsou reformované, dvě obce v dolní části údolí jsou katolické.
V obci Müstair se nachází známý benediktinský klášter svatého Jana, který je od roku 1983 světovým dědictvím UNESCO.

## Osídlení

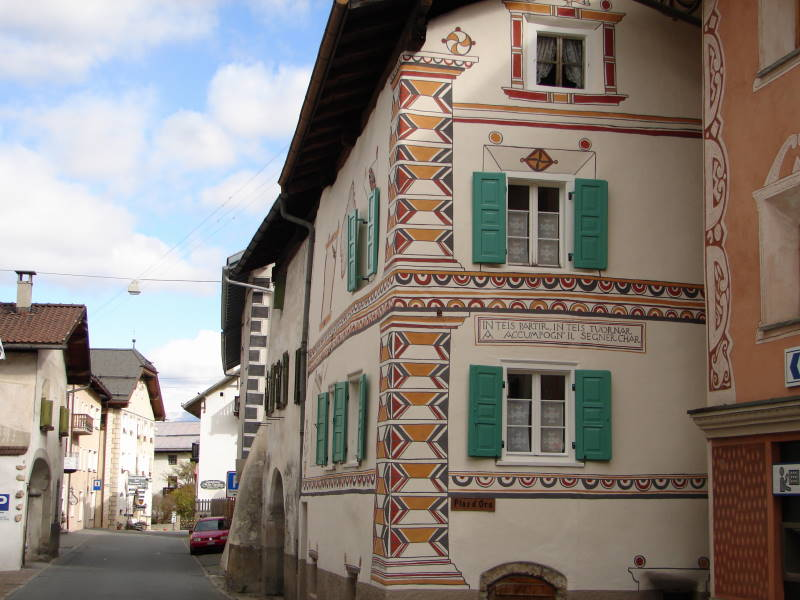
Tradiční architektura v obci Santa Maria

Na švýcarském území se nachází pouze jedna obec v údolí Val Müstair. Ve stejnojmenné obci, která vznikla 1. ledna 2009 sloučením dříve samostatných obcí, žije přibližně 1600 obyvatel. Skládá se z těchto místních částí:
- Tschierv
- Fuldera
- Lü
- Valchava
- Santa Maria Val Müstair – hlavní obec údolí
- Müstair

Na italské straně patří většina údolí Müstair k obci Taufers im Münstertal. Konec údolí patří obci Mals.

## Zdravotnictví
Zdravotní péči v údolí zajišťuje Ospidal Val Müstair v Santa Marii. S 85 zaměstnanci a čtyřmi lékaři je tato nemocnice druhou nejmenší ve Švýcarsku (po nemocnici Promontogno v Bregaglii), ale největším zaměstnavatelem v údolí. Slouží jako akutní nemocnice pro ambulantní zákroky, domov důchodců, ordinace praktického lékaře a sídlo záchranné služby.

## Příroda

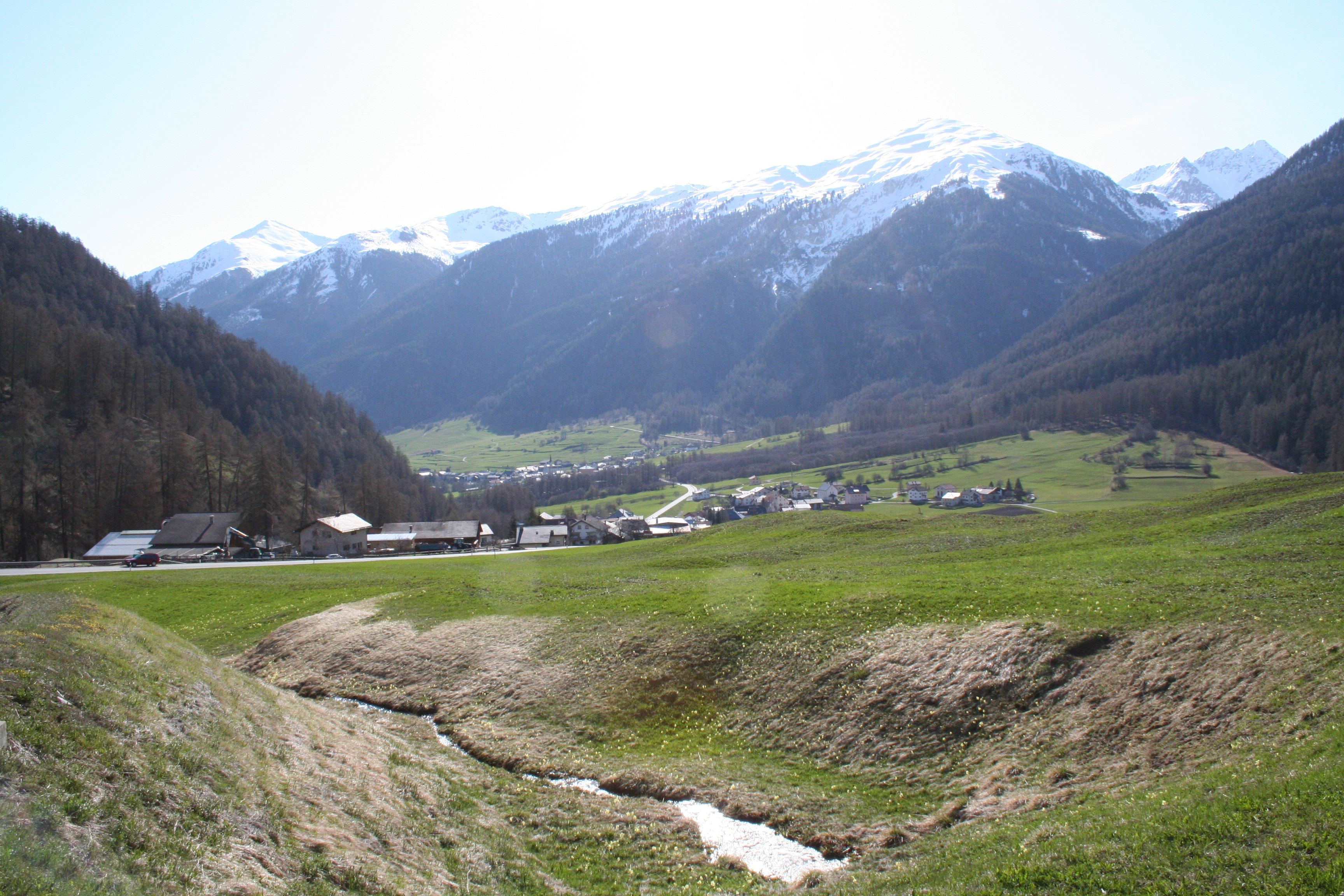
Údolí nedaleko Tschierv

Od roku 2010 je švýcarská část údolí Val Müstair součástí biosférické rezervace UNESCO Val Müstair Parc Naziunal. Švýcarský národní park tvoří jádrovou zónu a Val Müstair udržovací a rozvojovou zónu. Údržbová zóna má co nejvíce omezit rušivé vlivy na jádrovou zónu a je určena především pro udržitelné zemědělské a lesnické využití. Rozvojová zóna slouží jako sídelní a hospodářská oblast. Uznání biosférické rezervace bylo podmíněno tím, že jádrová zóna bude do roku 2013 zcela obklopena nárazníkovou zónou. Za tímto účelem musí být do projektu zapojeny engadinské obce sousedící s národním parkem.
V témže roce byl Val Müstair uznán Spolkovým úřadem pro životní prostředí jako regionální přírodní park národního významu.
Jižní svahy italské části údolí leží v národním parku Stelvio.